# Saratów
Saratów (ros. Саратов, Saratow) – miasto w Rosji, port rzeczny nad Wołgą. Liczy 838 tys. mieszkańców (2020). Zespół miejski obejmuje 1,115 mln mieszkańców. Stolica obwodu saratowskiego. W latach 1797–1928 stolica guberni saratowskiej Imperium Rosyjskiego i Rosyjskiej FSRR.
Nazwa miasta pochodzi od tatarskich słów sary tau, oznaczających żółtą górę.

## Demografia
Skład narodowościowy i etniczny miasta na podstawie danych z rosyjskich spisów powszechnych:

w 1897 roku:
1. Rosjanie: 121 720 (88,8%)
2. Niemcy: 8367 (6,1%)
3. Polacy: 1728 (1,3%)
4. Tatarzy: 1711 (1,2%)
5. Żydzi: 1293 (0,9%)
6. Ukraińcy: 1159 (0,8%)
7. Mordwini: 394 (0,3%)
8. Białorusini: 149 (0,1%)

w 2010 roku:
1. Rosjanie: 745 371 (91,6%)
2. Tatarzy: 14 778 (1,8%)
3. Ukraińcy: 10 475 (1,3%)
4. Ormianie: 8892 (1,1%)
5. Kazachowie: 7288 (0,9%)
6. Azerowie: 5728 (0,7%)
7. Mordwini: 2276 (0,3%)
8. Białorusini: 2132 (0,3%)

## Gospodarka
W mieście rozwinął się przemysł maszynowy, elektrotechniczny, chemiczny, rafineryjny, metalowy, lotniczy, materiałów budowlanych, szklarski, drzewny, skórzany oraz spożywczy

## Transport
- W mieście znajduje się stacja kolejowa Saratów.
- Most Saratowski na Wołdze prowadzący do Engels
- Port lotniczy Saratów
- Tramwaje w Saratowie
- trolejbusy

## Nauka i oświata

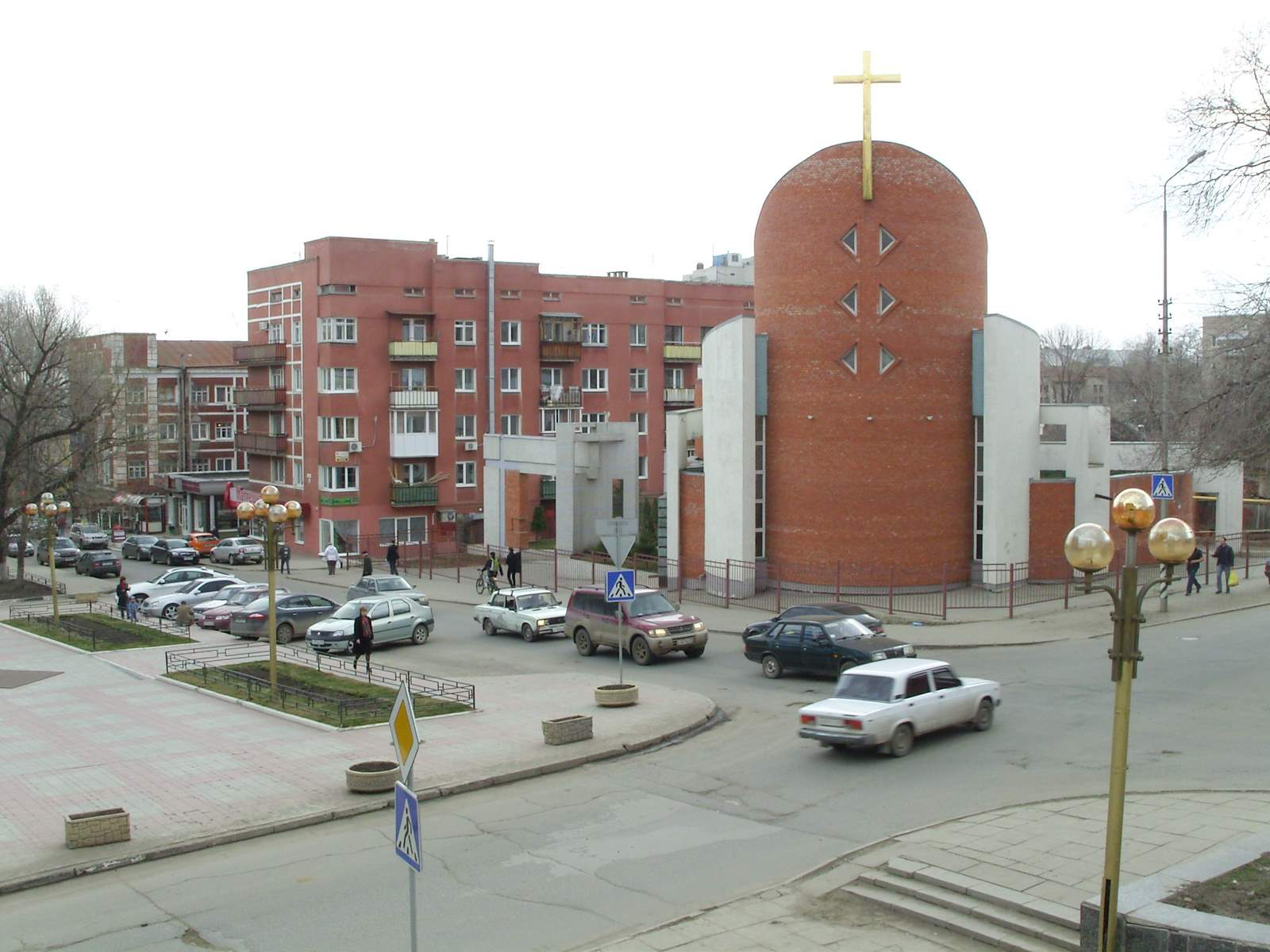
Katedra Św. Piotra i Pawła

W mieście ma swoją siedzibę Saratowska Państwowa Akademia Prawnicza i Saratowskie Konserwatorium Państwowe (Akademia) im. L.W. Sobinowa.
W latach 1944–1960 w Saratowie mieściła się Saratowska Suworowska Szkoła Wojskowa.

## Religia
- Sobór Trójcy Świętej w Saratowie – sobór eparchii saratowskiej Rosyjskiego Kościoła Prawosławnego
- Cerkiew Ikony Matki Bożej „Ukój Mój Smutek” w Saratowie
- Katedra Świętych Apostołów Piotra i Pawła w Saratowie – katedra rzym-kat. diecezji św. Klemensa
- Parafia św. Klemensa I w Saratowie

## Sport
- Sokoł Saratów – klub piłkarski
  - Stadion Łokomotiw w Saratowie
- Kristałł Saratów – klub hokejowy

## Ludzie urodzeni w Saratowie
- Roman Abramowicz – rosyjski miliarder
- Siergiej Agiejkin – rosyjski hokeista
- Jan Białostocki – polski historyk sztuki, profesor
- Janusz Bylczyński – polski aktor
- Eugeniusz Cękalski – polski reżyser, scenarzysta i producent filmowy; teoretyk kina
- Stanisław Furmanik – polski teoretyk literatury, wykładowca na UAM
- Józef Łabuński – polski pisarz i historyk prawa
- Jerzy Pichelski – polski aktor teatralny i filmowy
- Dienis Płatonow – rosyjski hokeista
- Jewgienij Tomaszewski – rosyjski szachista
- Zedd – niemiecki DJ
- Elvira T – rosyjska piosenkarka

## Miasta partnerskie
- Bratysława
- Bristol
- Chapel Hill
- Dallas
- Dobricz
- Łódź
- Marsylia
- Shaoyang
- Taiyuan
- Tours
- Wuhan